# المر نیکلاندر
المر نیکلاندر (فنلاندی: Elmer Niklander؛ ۱۹ ژانویه ۱۸۹۰ – ۱۲ نوامبر ۱۹۴۲) پرتابگر دیسک و وزنه اهل فنلاند بود.
وی در مسابقات کشوری و بین‌المللی در مجموع برندهٔ ۱ مدال طلا، ۲ مدال نقره و ۱ مدال برنز شده‌است.